# Hypnum aureonitens
Hypnum aureonitens là một loài Rêu trong họ Hypnaceae. Loài này được Hook. ex Schwägr. mô tả khoa học đầu tiên năm 1827.